# Giải Cánh diều cho nữ diễn viên phụ xuất sắc phim truyện truyền hình
Giải Cánh diều cho nữ diễn viên phụ xuất sắc phim truyện truyền hình là hạng mục trong hệ thống Giải Cánh diều, giải thưởng điện ảnh hàng năm của Hội Điện ảnh Việt Nam.

## Danh sách theo năm

### 2010s
| Năm  | Diễn viên   | Tác phẩm            | Chú thích   |
| ---- | ----------- | ------------------- | ----------- |
| 2015 | Kim Tuyến   | Tuổi thanh xuân     | [ 1 ] [ 2 ] |
| 2016 | Minh Hương  | Zippo, mù tạt và em | [ 3 ]       |
| 2017 | Thanh Hương | Người phán xử       | [ 4 ]       |
| 2018 | Phương Hằng | Gạo nếp gạo tẻ      | [ 5 ]       |
| 2019 | Cao Thái Hà | Bán chồng           | [ 6 ]       |

### 2020s
| Năm  | Diễn viên   | Tác phẩm                  | Chú thích          |
| ---- | ----------- | ------------------------- | ------------------ |
| 2020 | Tuyết Hương | Cát đỏ                    | [ 7 ]              |
| 2021 | Hương Giang | Mùa hoa tìm lại           | [ 8 ] [ 9 ] [ 10 ] |
| 2023 | Đan Lê      | Anh có phải đàn ông không | [ 11 ]             |
| 2024 | Thanh Quý   | Cuộc đời vẫn đẹp sao      | [ 12 ]             |